# Reilsheim

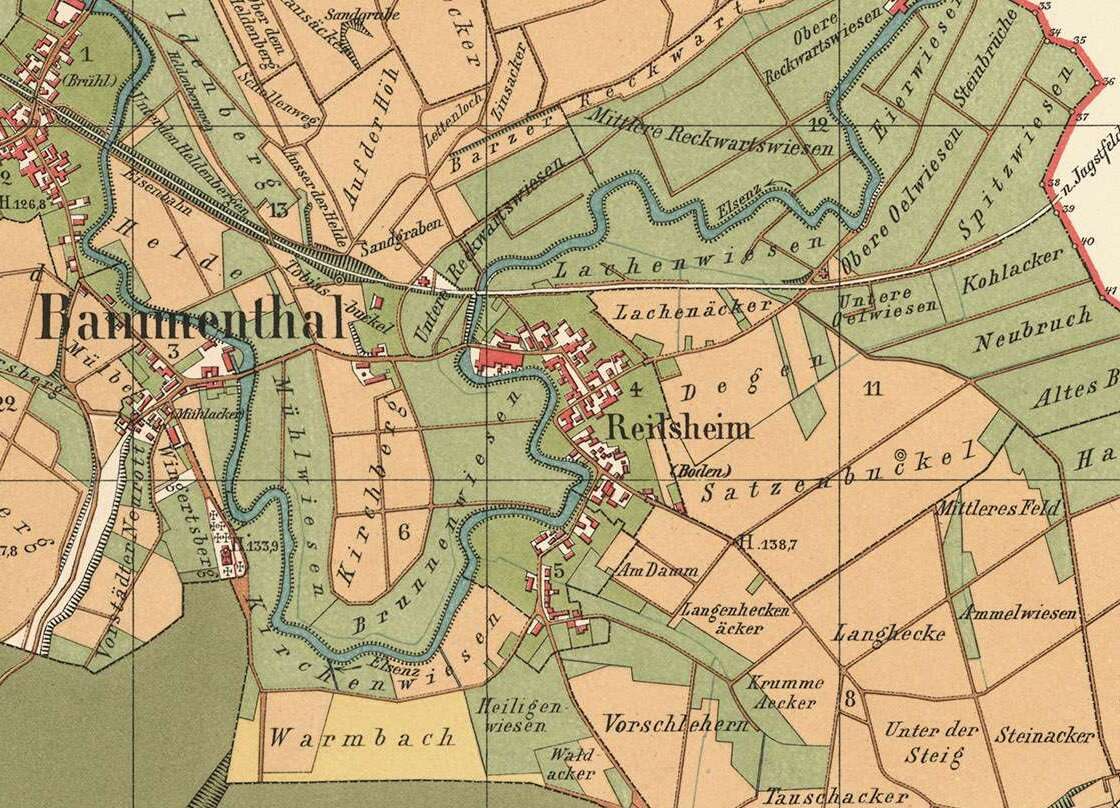
Reilsheim auf einer Karte von 1890

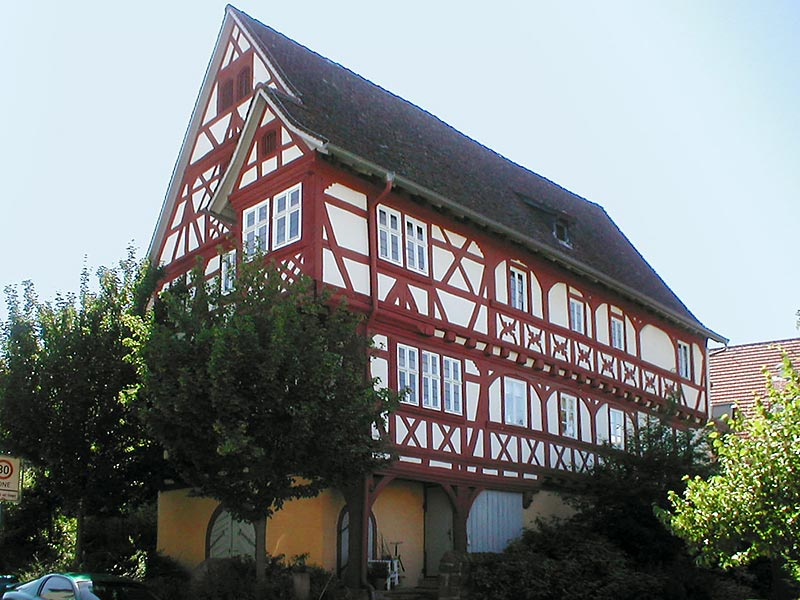
Fachwerkhaus Alte Steigstraße 4 (2007)

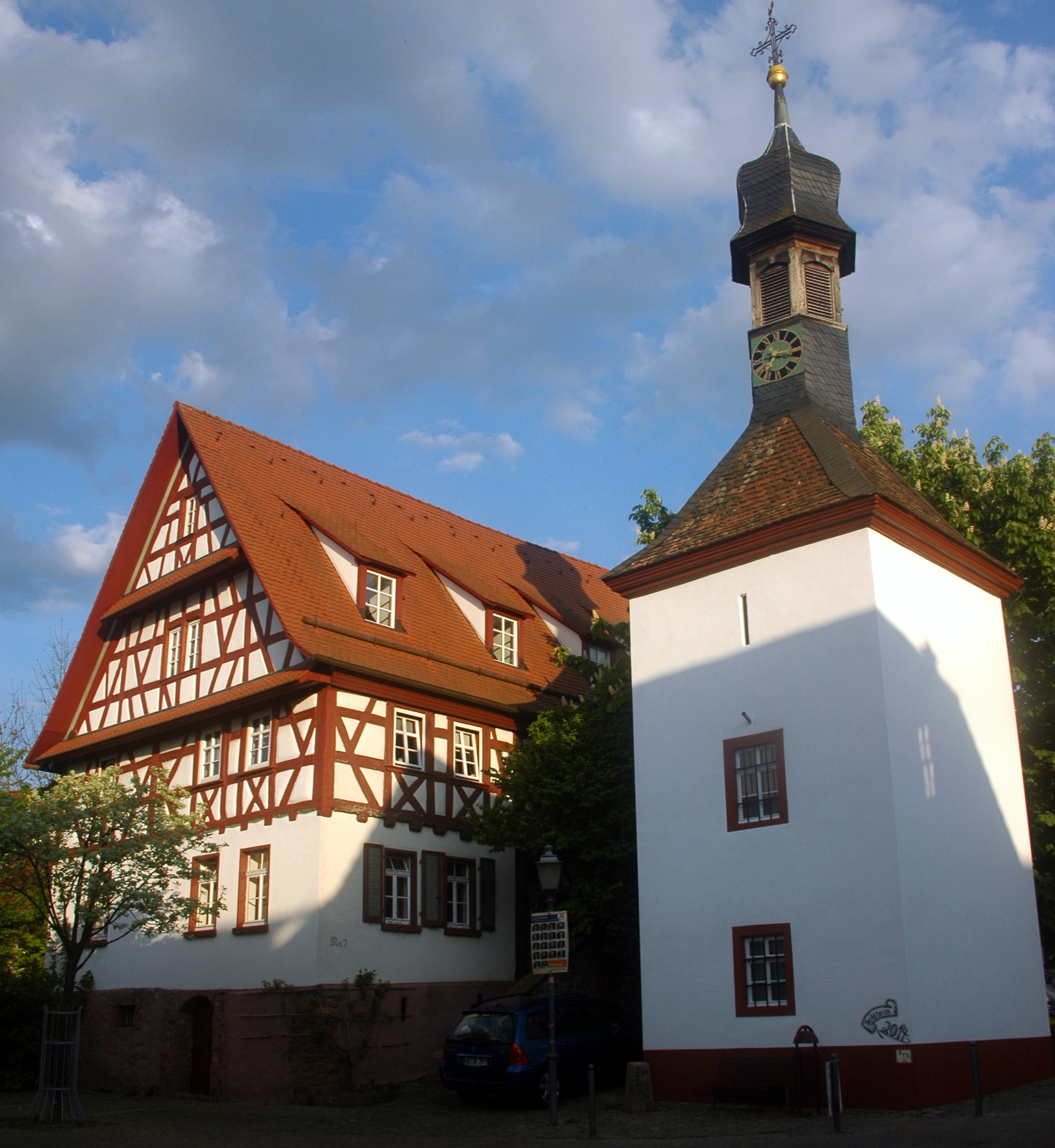
Der Uhrturm von Reilsheim (2014)

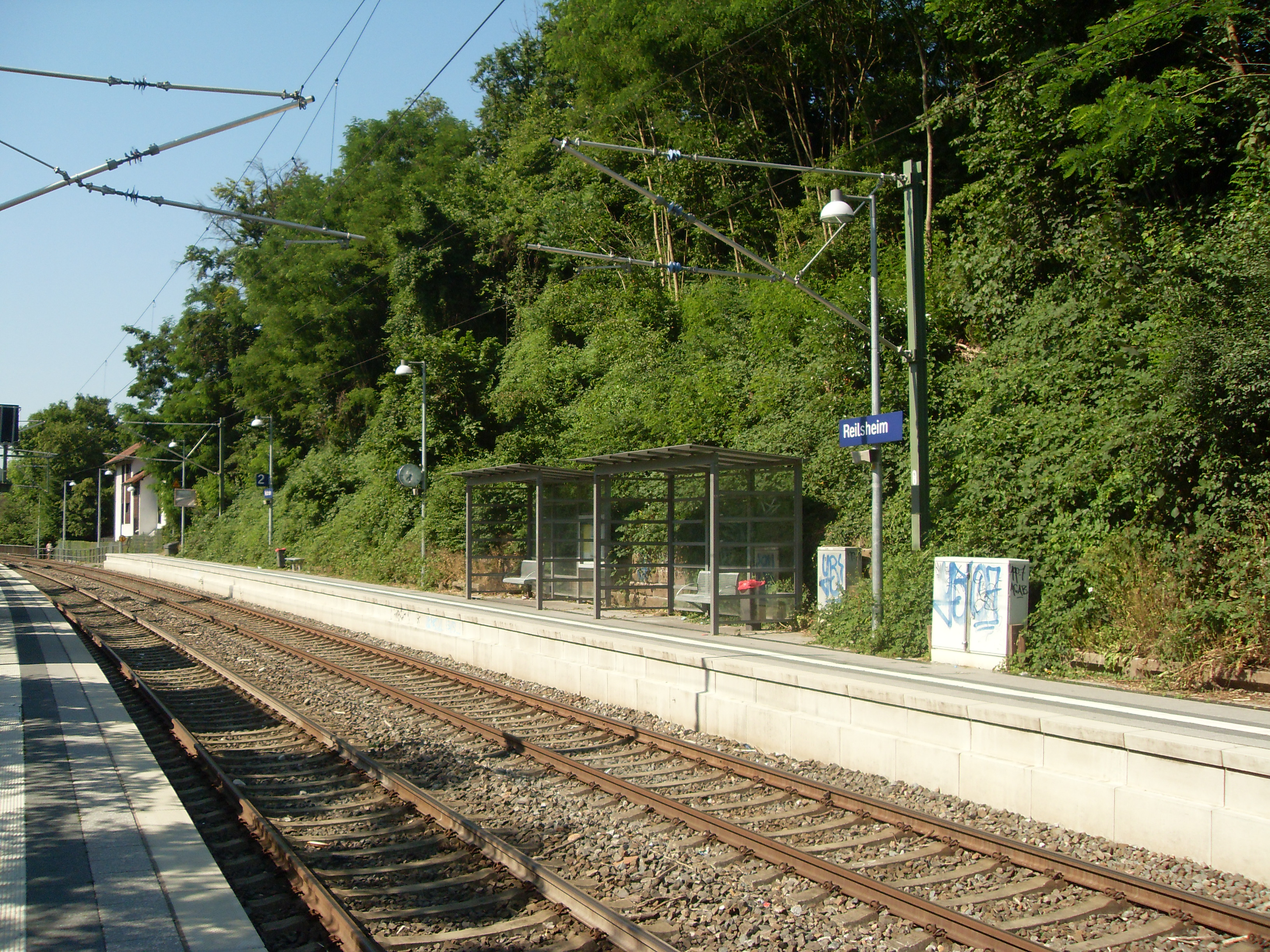
Haltestation Reilsheim

Reilsheim, umgangssprachlich auch Reilse, ist ein Wohnplatz im Nordwesten von Baden-Württemberg. Er liegt auf dem Gebiet der Gemeinde Bammental im Rhein-Neckar-Kreis.

## Geographie
Reilsheim liegt am linken Ufer der Elsenz, die hier eine weite Schleife bildet. Sie trennt den Ort von Bammental, das flussabwärts auf derselben Seite liegt.

## Geschichte
Reilsheim gilt als älter als Bammental. Urkundlich erstmals erwähnt wurde es 769 als Risolvesheim, was auf eine Person mit Namen Risolv zurückzuführen ist. Im Laufe der Zeit wurde es von Bammental überflügelt und behielt seinen bäuerlichen Charakter länger bei.
Das in Reilsheim stehende Fachwerkhaus Alte Steigstraße 4 von 1593 ist als Kulturdenkmal ausgewiesen worden. 1774 wurde in Reilsheim ein Gebäude errichtet, das sowohl als Glocken- und Uhrturm als auch als Ortsgefängnis fungierte. Lokal wurde es Reilser Dörndl bezeichnet, wobei der zweite Teil des Namens Türmchen bedeutet.

## Gemeinde
Reilsheim war stets ein Ortsteil von Bammental gewesen.

## Verkehr
Durch Reilsheim verläuft die Kreisstraße 4160, die in Bammental beginnt, über Gauangelloch im Südwesten führt und in Schatthausen endet.
In Reilsheim halten Züge an der Elsenztalbahn.